# Šahrekord
Šahrekord (perz. شهرکرد; ili Šaher-e Kord/Kurd, kurd. Šarikurd) je grad u Iranu i sjedište pokrajine Čahar-Mahal i Bahtijari. Smješten je oko 100 km jugozapadno od Isfahana, odnosno približno 520 km jugozapadno od glavnog grada Teherana. S nadmorskom visinom od preko 2000 m jedan je od najviših naseljenih velikih gradova Irana. Najvažnije gospodarske grane u Šahrekordu su proizvodnja opeka, mozaika, riže i tekstila. Prema popisu stanovništva iz 2006. godine u Šahrekordu je živjelo 126.746 ljudi.

## Poveznice
- Zračna luka Šahrekord

## Vanjske poveznice
- (perz.) Službene stranice Šahrekorda  Arhivirana inačica izvorne stranice od 23. kolovoza 2011. (Wayback Machine)

Ostali projekti
|  | Zajednički poslužitelj ima još gradiva o temi Šahrekord |